# 中島亞梨沙
中島亞梨沙（日语：／ Nakajima Arisa，1982年12月22日—），前寶塚歌劇團星組、月組娘役，在團時藝名為。出身於北海道札幌市，身高164公分，血型A型，現為キューブ（Cube）公司旗下演員。

## 簡介
- 2003年，進入寶塚歌劇團。89期生，同期生有明日海りお(前花組主演男役)、望海風斗(前雪組主演男役)、夢咲ねね(前星組主演娘役)、美弥るりか(前月組二番男役)、七海ひろき(前宙組、星組男役)[3]。初次登台表演是月組公演『花の宝塚風土記（ふどき）(花之寶塚風土記)』『シニョール ドン・ファン(唐璜閣下)』[3][4]。之後被分配到星組[3][4]。
- 2007年，擔任『シークレット・ハンター(秘密獵人)』新人公演女主角[4][5][6][7]。翌年2月12日被調去月組。在『ME AND MY GIRL』新人公演再次擔任女主角[4][6][8]，緊接著在『ME AND MY GIRL』博多座公演和霧矢大夢搭檔主演[4][9]。同年年底，被選上飾演『夢の浮橋(夢之浮橋，改編紫式部原作小說「源氏物語宇治十帖」)』的女主角浮舟[10]。
- 2009年，第一次擔任寶塚Bow Hall公演女主角，劇目是『二人の貴公子(兩位貴族)』[11]。還擔任『エリザベート(伊莉莎白)』新人公演女主角[12]。同年12月27日『ラスト プレイ(最後的演出)』『Heat on Beat!』東京公演結束後，退出寶塚歌劇團[2][13]。
- 2011年，以本名中島亞梨沙轉當演員，主要參演電視劇，也演出舞台劇及廣告。

## 寶塚歌劇團時期

### 初舞台
- 2003年4-5月 寶塚大劇場月組公演『花の宝塚風土記（ふどき）(花之寶塚風土記)』『シニョール ドン・ファン(唐璜閣下)』[3]

### 星組時期
- 2003年7-11月 『王家に捧ぐ歌(獻給王家的歌，改編義大利歌劇「阿依達」』
- 2004年2-6月 『1914／愛』『タカラヅカ絢爛(寶塚光彩奪目)』
- 2004年10-12月 『花舞う長安(花舞長安)』『ロマンチカ宝塚'04(浪漫寶塚2004)』
- 2005年5-8月『長崎しぐれ坂(長崎時雨坡，改編榎本滋民原作戲曲「江戸無宿」』 新人公演 飾演:柳麗(正式公演:陽月華)『ソウル・オブ・シバ!!(濕婆之魂)』[14]
- 2005年9-10月 梅田藝術劇場、日本青年館『龍星（りゅうせい）-闇を裂き天（あま）翔けよ。朕（ちん）は、皇帝なり-』飾演:記憶の母(記憶中的母親)[15]
- 2006年1-4月 『ベルサイユのばら-フェルゼンとマリー・アントワネット編-(凡爾賽玫瑰-菲爾遜和瑪麗·安東妮篇)』新人公演 飾演:ミレイユ(米蕾耶)(正式公演:琴まりえ)[16]
- 2006年6月 寶塚Bow Hall 『フェット・アンペリアル(命運的帝國)』飾演:ヴァイオレット(薇奧莉特)[17]
- 2006年8-11月『愛するには短すぎる(愛苦短)』飾演:クラウディア・へニング(克勞蒂亞・漢廷) 新人公演 飾演:マーガレット(瑪格麗特)(正式公演:南海まり)『ネオ・ダンディズム!(新花花公子主義)』[18]
- 2006年12月-2007年1月 梅田藝術劇場、日本青年館『ヘイズ・コード(海斯法典)』飾演:ヴェルマ・ウォード(薇爾瑪・沃德)[19]
- 2007年3-7月 『さくら(櫻)』『シークレット・ハンター(秘密獵人)』新人公演 飾演:ジェニファー(珍妮佛)(正式公演:遠野あすか)[5][20][21][22]＊第一次擔任新人公演女主角
- 2007年8月 博多座『シークレット・ハンター(秘密獵人)』『ネオ・ダンディズム!II(新花花公子主義2)』[23]
- 2007年11月-2008年2月 『エル・アルコン-鷹-(七海鷹豪)』飾演: ギルダ(少女)(少女吉兒達)/侍女 新人公演 飾演:イザベラ(伊莎貝拉)(正式公演:萬里柚美)『レビュー・オルキス-蘭の星-(Ravue-紅門蘭)』[24]

### 月組時期
- 2008年3-7月『ME AND MY GIRL』飾演:メイ・マイルズ(梅・邁爾斯) 新人公演 飾演:サリー・スミス(莎莉・史密斯)(正式公演:彩乃かなみ)[5][25][26]＊擔任新人公演女主角
- 2008年8月 博多座 『ME AND MY GIRL』飾演:サリー・スミス(莎莉・史密斯)[27]※主演
- 2008年11月-2009年2月 『夢の浮橋(夢之浮橋，改編紫式部原作小說「源氏物語」第二部宇治十帖)』飾演:浮舟 新人公演 飾演:女三の宮(三公主，光源氏的第二任正室夫人，薰的生母)(正式公演:天野ほたる)『Apasionado!!(熱情洋溢!!)』[28][29]＊第一次擔任大劇場公演女主角
- 2009年3月  寶塚Bow Hall 『二人の貴公子(兩位貴族)』 飾演:エミーリア(艾蜜莉亞)[5][30][31]＊第一次擔任寶塚Bow Hall公演女主角
- 2009年5-8月 『エリザベート(伊莉莎白)』飾演:ルドルフ（少年）(少年魯道夫皇儲) 新人公演 飾演:エリザベート(伊莉莎白皇后)(正式公演:凪七瑠海)[5][32][33]＊擔任新人公演女主角
- 2009年10-12月 『ラスト プレイ(最後的演出)』飾演:ヘレナ(海蓮娜)『Heat on Beat!（ヒート オン ビート）』[3][34]＊退團公演

### 其他寶塚相關表演
- 2004年10月29日 寶塚大劇場 第45回『宝塚舞踊会』(第45次「寶塚舞蹈會」)[35]
- 2005年3月 寶塚飯店 真飛聖ディナーショー『Sky Blue』(真飛聖晚餐秀「藍天」)[36]
- 2005年12月23-24日 寶塚大劇場 『花の道 夢の道 永遠の道』(花的路、夢的路、永遠的路:歌劇雜誌「花の道より」400回慈善特別公演)[37]
- 2008年3月3日 寶塚大劇場『ME AND MY GIRL』前夜祭
- 2008年12月 梅田藝術劇場 タカラヅカスペシャル2008『La Festa!』(2008年Takarazuka special音樂會「節慶」)[38]

## 寶塚歌劇團退團後

### 電影
- 2014年11月15日 神さまの言うとおり(要聽神明的話)飾演:石波奈保子
- 2014年10月18日 まほろ駅前狂騒曲(真幌站前狂騷曲)飾演:美容師
- 2016年10月14日 永い言い訳(漫長的藉口)飾演:橋本麻央
- 2017年 ハピネス(快樂)飾演:井上涼子
- 2017年3月25日 サクラダリセット 前篇(重啟咲良田 上)飾演:索引さん(索引小姐)
- 2017年5月13日 サクラダリセット 後篇(重啟咲良田 下)飾演:索引さん(索引小姐)
- 2017年11月25日 覆面系ノイズ(覆面系NOISE)飾演:久瀬月果
- 2019年11月30日 種をまく人(播種人)飾演:高梨葉子
- 2022年9月16日 ヘルドッグス(HELL DOGS：竹之家)飾演:ルカ(流香)

### 電視劇
- 2012年7月13日 富士電視台 『女秘匿捜査官 原麻希 アゲハ』(臥底女警原麻希)飾演:安西真弓
- 2013年1月6日-12月15日 NHK 『八重の桜』(八重之櫻)飾演:西鄉眉壽
- 2013年1月15日-3月26日 NHK 『激流〜私を憶えていますか?〜』(激流～你還記得我嗎？)飾演:川原惠理
- 2014年1月6日 TBS電視台 『捜査指揮官 水城さや2』(月曜GOLDEN:捜査指揮官 水城Saya2) 飾演:筒井理沙
- 2014年1月7日-2月4日 NHK綜合頻道 『紙の月』(蒼白之月)飾演:前田曜子
- 2014年4月5日 朝日電視台『おとり捜査官・北見志穂18』(誘餌調查員-北見志穂18)飾演:三田村千繪
- 2014年5月24日 東京都會電視台 『愛してCRAZY 〜狂言「因幡堂」より〜』(愛與瘋狂〜狂言「因幡堂」)飾演:田中美奈
- 2014年7月1日 富士電視台 『Dr.検事モロハシ〜新たなる生命〜』(醫生檢察Morohashi〜新的生活〜)飾演:中井留美
- 2014年8月31日 NHK BS Premium 『プレミアムドラマ・そこをなんとか2 』(有什麼能幫上忙嗎2)飾演:松本知佳
- 2015年1月20日 關西電視台 『銭の戦争 第3話』(錢的戰爭第3話)飾演:黄川恵子
- 2015年5月30日 日本電視台 『ドS刑事』(虐待狂刑警系列)
- 2015年7月23日 朝日電視台 『エイジハラスメント』(年齡騷擾)
- 2015年11月14日 NHK綜合頻道『破裂』
- 2015年10月28日 朝日電視台 『相棒 season14 第3話「死神」』(相棒第14季第3話「死神」)
- 2015年12月1日、15日 關西電視台 『サイレーン 刑事×彼女×完全悪女』(警報_刑警×女友×完全惡女)飾演:良子
- 2016年1月3日 NHK綜合頻道 『吉原裏同心〜新春吉原の大火〜』(吉原裡同心-吉原除夕夜大火)
- 2016年4月17日、5月8日、7月17日、24日、31日 NHK 『真田丸』飾演:吉野太夫
- 2016年7月26日、8月2日 關西電視台 『ON 異常犯罪捜査官・藤堂比奈子』(ON_異常犯罪搜查官·藤堂比奈子)飾演:吉田佐和
- 2016年10月1日 朝日電視台 『ドクター彦次郎〜塀の中から来た名医！』(彥次郎醫生〜来自囹圄的偉大醫生！)飾演:殿山葉月
- 2017年1月10日 關西電視台 『謊言戰爭』飾演:千葉一恵
- 2017年2月9日 富士電視台 『嫌われる勇気』(憎恨的勇氣)飾演:山岸美沙
- 2017年8月4日 NHK BS Premium 『伝七捕物帳2 第1話』(傳七捕物帳2 第1話)飾演:清花/阿清
- 2017年9月18日 NHK綜合頻道 『眩（くらら）〜北斎の娘〜』(北齋的女兒-眩)飾演:阿滝
- 2017年9月25日 TBS電視台 『名奉行!遠山の金四郎』(名奉行!遠山的金四郎)飾演:花菱
- 2018年1月1日 NHK綜合頻道 『風雲児たち〜蘭学革命（れぼりゅうし）篇〜』(乘風破浪-蘭學革命篇)飾演:前野富士子
- 2018年1月14日 朝日電視台『ミステリースペシャル おかしな刑事17』(周末特別篇:趣味偵探17)飾演:萩尾奈津子
- 2018年4月18日 朝日電視台 『特搜9』飾演:齋藤真希
- 2018年11月2日 東京電視台 『駐在刑事』飾演:神月沙代
- 2019年1月27日 朝日電視台 『終着駅シリーズ34「荒野の証明」』(終點站系列34:「荒野的證明」)飾演:竹内愛
- 2019年2月4日 TBS電視台 『京都タクシードライバーの事件簿』(京都計程車司機的事件簿)飾演:松島亞彌
- 2019年9月2日 東京電視台 『聖域 警視庁強行犯係・樋口顕5』(聖域 警視廳重大刑事案件小組 樋口顕5)飾演:井澤淑江
- 2019年11月2日 NHK BS Premium スピンオフドラマ「十勝男児、愛を叫ぶ!」(衍生劇:「十勝男兒，愛的喊話!」)飾演:戶村加奈子
- 2020年6月25日 朝日電視台 『警視庁・捜査一課長2020』(警視廳搜查一課課長2020)飾演:坂手春世
- 2020年10月4日 NHK BS Premium 『一億円のさようなら』(告別一億日圓)飾演:生田春乃
- 2021年1月1日 NHK BS Premium 『大岡越前スペシャル〜新春に散る影法師〜』(大岡越前系列-新年散落的影法師)飾演:久乃
- 2021年2月23日 富士電視台 『青のSP―学校内警察・嶋田隆平―』(青色校警·嶋田隆平)飾演:深山恵里香
- 2021年8月1日 朝日電視台『仮面ライダーセイバー』(假面騎士聖刃)飾演:尾上晴香
- 2021年10月25日 富士電視台『アバランチ』(AVALANCHE)飾演:夏川洋子
- 2022年1月24日 富士電視台 『ドクターホワイト』(Dr._White)飾演:綾花
- 2022年4月13日 朝日電視台 『特捜9 season5』(特搜9第5季)飾演:渡邊志津香
- 2022年5月2日 富士電視台 『元彼の遺言状』(前男友的遺書)飾演:清宮加奈子
- 2022年6月2日 每日放送 『教祖のムスメ』(教主的女兒)飾演:湯田京子
- 2022年9月26日 富士電視台 『監察医 朝顔2022スペシャル』(女法醫朝顏2022特別篇)飾演:岸川由美子
- 2023年1月16日-3月17日 日本電視台 『パパとなっちゃんのお弁当』(爸爸和小娜的中午便當)飾演:赤星多位子
- 2023年4月17日、24日 富士電視台 『風間公親-教場0-』(風間公親-教場0-)飾演:阿部悦子
- 2023年4月25日 NHK綜合頻道、NHK_BS4K『育休刑事』(育嬰假刑警)飾演:川島泰子
- 2023年7月22日 日本電視台 『最高の教師 1年後、私は生徒に■された』(最好的老師)飾演:瓜生梓
- 2023年8月20日 NHK 『どうする家康』(怎麼辦家康)飾演:井伊ひよ(井伊篠，井伊直政的母親)
- 2024年1月10日-24日、2月14日 日本電視台 『となりのナースエイド 』(隔壁的護佐姐姐)飾演:早乙女美惠子
- 2024年2月18日、3月3日 NHK 『光る君へ』(致光之君)飾演:桐子
- 2024年4月11日 富士電視台 『Re:リベンジ-欲望の果てに-』(Re:Revenge－在欲望的盡頭－)飾演:永田綾乃
- 2024年9月1日 朝日電視台『仮面ライダーガヴ』(假面騎士GAVV)飾演:井上美智瑠
- 2025年4月24日、5月8日、5月15日 富士電視台『波うららかに、めおと日和』(宛如粼光夫婦日和)飾演:江端瀧昌母親
- 2025年5月3日 日本電視台『なんで私が神説教』(為什麼是我來神說教)飾演:田沢直子

## 外部連結
- キューブ(Cube)公司網站中島亞梨沙的介紹頁面 （页面存档备份，存于）
- 中島亞梨沙的個人推特 （页面存档备份，存于）
- 日本偶像劇場網站中島亞梨沙的介紹頁面
- WEBザテレビジョン網站中島亞梨沙的介紹頁面 （页面存档备份，存于）
- 映畫.com網站中島亞梨沙的介紹頁面 （页面存档备份，存于）
- oricon news網站中島亞梨沙的介紹頁面 （页面存档备份，存于）
- narrow網站中島亞梨沙的介紹頁面 （页面存档备份，存于）
- キネマ旬報社web網站中島亞梨沙的介紹頁面 （页面存档备份，存于）
- 東京都會電視台網站羽桜しず簡介宝塚カフェブレイク登場人物羽桜しず，存档于Archive.today（存檔日期 20250423）